# Kószka

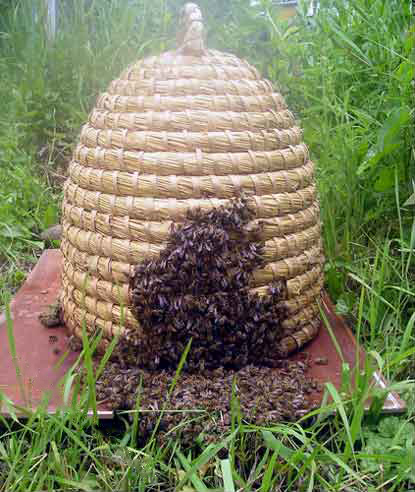
Kószka z pszczołami

Kószka, koszka lub bezdenka, czyli ul kopulasty – nierozbieralny ul w kształcie dzwonu, wykonanego z plecionej słomy i ustawiany na odrębnym podłożu, równocześnie stanowiącym zamknięcie dna.
Kószki swoim wyglądem naśladują gliniane dzbany stosowane do hodowli pszczół już w starożytnym Egipcie. W Polsce używano barci w żywych drzewach lub poziomych i pionowych uli pniowych.